# جندب (الرجم)

تعديل مصدري - تعديل

جندب هي إحدى قرى عزلة بني الغسال بمديرية الرجم التابعة لمحافظة المحويت، بلغ تعداد سكانها 441 نسمة حسب تعداد اليمن لعام 2004.